# Zoran Jovanović (šahist)
Zoran Jovanović (7. lipnja 1979.), hrvatski šahist, velemajstor
Član je šahovskog kluba ETF-Osijek.
Na zatvorenom prvenstvu Hrvatske u šahu koje se odigralo u Starim Mikanovcima osvojio je 7. mjesto među 12 šahista, od čega su jedanaestorica bili velemajstori i jedan međunarodni majstor. Bio je sudionikom pojedinačnog prvenstva Hrvatske u šahu 2012. godine.
Na hrvatskoj je nacionalnoj ljestvici od 1. ožujka 2012. godine dvanaesti po rezultatima, s 2494 boda.
Po statistikama FIDE sa službenih internetskih stranica od 12. travnja 2012., 361. je igrač na ljestvici aktivnih šahista u Europi a 453. na svijetu.
2006. je godine stekao velemajstorski naslov.